# امانی علا
امانی علا (زادهٔ ۱۸ ژوئن ۱۹۹۴) بازیگر اهل عراق است.

## زندگی‌نامه
امانی یک بازیگری است که توانست جایگاهی بین هنرمندان کمدین عراقی برای خود باز کند و در سال ۱۹۹۴ در بغداد به دنیا آمد و هنوز ازدواج نکرده‌است.

## کارهای هنری

### در تلویزیون
- کرکاتیر
- دولاب المدینة
- حبزبوز
- فیتامین
- الدرس الأول
- شعیط و معیط -در دو سری
- غرامی شرطی و حرامی
- ستوتات.

### مجری‌گری
در سال ۲۰۱۹، علا مجری برنامه أربح مع أمانی (با امانی برنده‌شو) که از شبکه الدیار پخش می‌شد بود.

### تئاتر
- عروسی الغجر (عرس الغجر).

### گویندگی
- شلاش.
- الاتاک.